# Cephalaria coriacea
Cephalaria coriacea är en tvåhjärtbladig växtart som först beskrevs av Carl Ludwig von Willdenow, och fick sitt nu gällande namn av Roemer, Amp; Schultes och Steudel. Cephalaria coriacea ingår i släktet jätteväddar, och familjen Dipsacaceae. Inga underarter finns listade i Catalogue of Life.